# Alectroenas payandeei
Alectroenas nitidissima é um espécie extinta de pombo que era endêmico da ilha Rodrigues, uma das ilhas Mascarenhas. Extinguiu-se provavelmente na década de 1690. Foi descrita cientificamente por Julian Hume em 2011, a partir de um tarsometatarso coletado em 2005.